# Minas Borboudakis
Minas Borboudakis (né le 19 avril 1974 à Héraklion) est un compositeur et pianiste grec. Il vit en Allemagne depuis 1992. Il a été l’élève de Luciano Berio, George Crumb et Wolfgang Rihm. Sa musique est marquée par la microtonalité. Minas Borboudakis a beaucoup étudié la musique de la Grèce antique. Plusieurs de ses œuvres évoquent la Grèce antique, parmi lesquelles son concerto pour percussions Archénogon. Il a dédié une pièce à Iannis Xenakis, Eulogitária, écrite peu de temps après la mort de celui-ci.

## Œuvres
- Peter Sadlo spielt Minas Borboudakis (Cavallis Records)
- Minas Borboudakis Piano Works (NEOS)
- Piano Music by Greek Composers (II)
- Photonic Constructions (NEOS)
- Sound Explosions! (UNIMOZ – avec des œuvres de P. Creston et E. L. Leitner)
- Greek Flute Music (Naxos – avec des compositions de Manos Tsangaris, Dimitri Terzakis, Giorgos Koumentakis, Anestis Logothetis, Theodore Antoniou, Fani Kosona)